# Verlag Gottlob Koezle

Früheres Verlagshaus Gottlob Koezle, Wernigerode a. H.

Der Verlag von Gottlob Koezle war ein christlicher Verlag mit Buchhandlung, der seinen Sitz zunächst in Chemnitz und ab 1921 in Wernigerode a. H. hatte.

## Geschichte
Zum 1. Oktober 1906 gründete Christian Gottlob Koezle aus Gelsenkirchen eine christliche Verlagsbuchhandlung. Zu seinem Vertreter ernannte er H. G. Wallmann in Leipzig, der zunächst auch die Bücher auslieferte. Der Verlagssitz befand sich spätestens seit 1908 in Chemnitz. 1909 trat Koezle in den Buchhändlerverband für das Königreich Sachsen ein.
Er begann zuerst mit dem Verlag von kleineren Erbauungsbüchern. Schon bald entstanden einzelne Verlagsserien, die dem Bedürfnis der damaligen Kaiserzeit entgegenkamen. Die Verlagsserie Volksmissionsschriften war die erste mit mehreren Millionen Auflagenhöhe. Zu den Autoren gehörten Frieda Ufer-Held, Fritz Binde, Heinrich Henrichs, Jakob Kroecker und Ernst Schreiner. Während des Ersten Weltkrieges entstand dann die Verlagsserie Brennende Gegenwartsfragen.
Zum 1. Mai 1921 verlegte Koezle seinen Verlag von Chemnitz nach Wernigerode. Er zog zunächst in das Gebäude Burgstr. 32/34 und dann in das zentral gelegene Eckhaus Breite Straße 17 ein. Dort beging er 1931 seinen 80. Geburtstag. Im gleichen Jahr feierte er auch sein 25-jähriges Geschäftsjubiläum.
Neben seiner Tätigkeit als Verleger und Buchhändler war er einige Jahre auch Vorsitzender der Gesellschaft für christliches Leben unter den deutschen Blinden.

## Publikationen (Auswahl)
- Johann Christian Josef Ommerborn: Die Liebe sucht nicht das Ihre E. Erzählung a. d. Wuppertaler Volksleben (= Koezles Wegbücher. Band 1). Chemnitz 1913.
- Ernst Evers: Das ewige Licht Zwei Weihnachtsgeschichten (= Koezles Wegbücher. Band 3). Chemnitz 1913.
- Helmut Unger: Sturm im Osten. An Österreichs Seite in den Karpathen und Galizien (= Koezles Wegbücher. Band 9). Chemnitz 1915.
- Käthe Papke: Schlichtes Heldentum. Novellen und Skizzen aus dem großen Kriege (= Koezles Wegbücher. Band 10). 3. Auflage, Chemnitz 1917.
- Martin Jäckel: Mein blaues Pferd „Komet“. Was ich auf ihm, vor ihm, neben, unter und hinter ihm in Südafrika erlebte. o. J.
- Käthe Papke: Wettergasse 18. Eine Familiengeschichte aus Marburg und Biedenkopf. 1918.
- Frau Brigitte: Mein Viergespann. Plaudereien einer glücklichen Mutter. o. J. (mehrere Auflagen)
- F. G. Freiherr von Rechenberg: Im Bannkreis des Brocken. Eine Harz-Erzählung. (mit Aufnahmen von D. Defner) o. J.
- F. G. Freiherr von Rechenberg: In der Waldmühle. Eine Episode aus Wernigeröder Sommertagen. o. J. [vor 1935].